# Tracy Reiner
Pour les articles homonymes, voir Reiner.
Tracy Reiner est une actrice et productrice américaine née le 7 juillet 1964 à Albuquerque (Nouveau-Mexique).

## Biographie
Tracy Reiner est la fille de la réalisatrice Penny Marshall et de Michael Myron Henry. Elle a pris comme patronyme le nom de son père adoptif, Rob Reiner. Elle est mariée avec Matthew Theodore Conlan. Le couple a cinq enfants.

## Filmographie

### Comme actrice

#### Cinéma
- 1984 : Le Kid de la plage (The Flamingo Kid) : Polly
- 1985 : Garçon choc pour nana chic (The Sure Thing) : l'amie d'Alison
- 1986 : Rien en commun (Nothing in Common) : la jeune vendeuse
- 1986 : Jumpin' Jack Flash : la secrétaire de Page
- 1988 : Big : la responsable des études de marché
- 1988 : Piège de cristal (Die Hard) de John McTiernan : l'assistante de Thornburg
- 1988 : Au fil de la vie (Beaches) : la vendeuse du grand magasin
- 1989 : Masque of the Red Death : Lucrecia
- 1989 : Quand Harry rencontre Sally (When Harry Met Sally) : Emily
- 1989 : New Year's Day : Marjorie
- 1990 : Pretty Woman : la femme dans la voiture
- 1991 : Ted and Venus de Bud Cort : Shelly
- 1991 : Frankie et Johnny (Frankie and Johnny) : l'avocate à la soirée
- 1992 : Une équipe hors du commun (A League of Their Own) : Betty Horn
- 1995 : Apollo 13 : Mary Haise
- 1996 : Frame by Frame
- 1996 : That Thing You Do! : Anita
- 1998 : With Friends Like These... (en) de Philip Frank Messina : l'assistante de Scorsese
- 1999 : L'Autre Sœur (The Other Sister) : Michelle
- 1999 : Collège attitude (Never Been Kissed) : la fan au match de baseball
- 2000 : Straight Right : Mrs. Parker
- 2001 : The New Women : Dr. Fritzi Haller
- 2001 : Princesse malgré elle (The Princess Diaries) : l'attachée de presse
- 2001 : Écarts de conduite (Riding in Cars with Boys) : Infirmière
- 2003 : Saved by the Rules : Summer
- 2004 : Fashion Maman (Raising Helen) : l'enquêtrice
- 2004 : The Princess Diaries 2: Royal Engagement : Lady Anthony
- 2006 : State's Evidence : la caissière
- 2010 : Valentine's Day : la photographe française

#### Télévision
- 1993 : A League of Their Own (série TV) : Betty Horn

### Comme productrice
- 2005 : Children of the Revolution: Tune Back In (documentaire)
- 2019 : Rodman (documentaire)
- 2019 : Hollywood Post 43 (documentaire)